# Maria Iacono
Maria Iacono (Caltabellotta, 17 dicembre 1962) è una politica italiana, parlamentare della Camera dei deputati.

## Biografia
È stata  e consigliere comunale e poi Sindaco di Caltabellotta dal 1994 al 1998.
Nel dicembre 2012 si candida alle primarie per i candidati al Parlamento del PD nella provincia di Agrigento, ottenendo con 1.449 preferenze il terzo posto tra i candidati. La direzione nazionale del PD la candida all'undicesima posizione della lista del Partito Democratico nella circoscrizione Sicilia 1.
Alle elezioni politiche del 2013 viene eletta alla Camera dei deputati nella lista del Partito Democratico nella Circoscrizione Sicilia 1. È la prima donna della provincia di Agrigento ad approdare in Parlamento.
È stata la prima firmataria e promotrice la legge istitutiva delle ferrovie turistiche, entrata in vigore il 7 settembre del 2017. Concluse il proprio mandato parlamentare nel marzo 2018.